# Clima de la ciudad de Santa Fe
El Clima de la ciudad de Santa Fe recibe una marcada influencia del río Paraná en las condiciones climáticas, atenuando sus características de mediterraneidad.

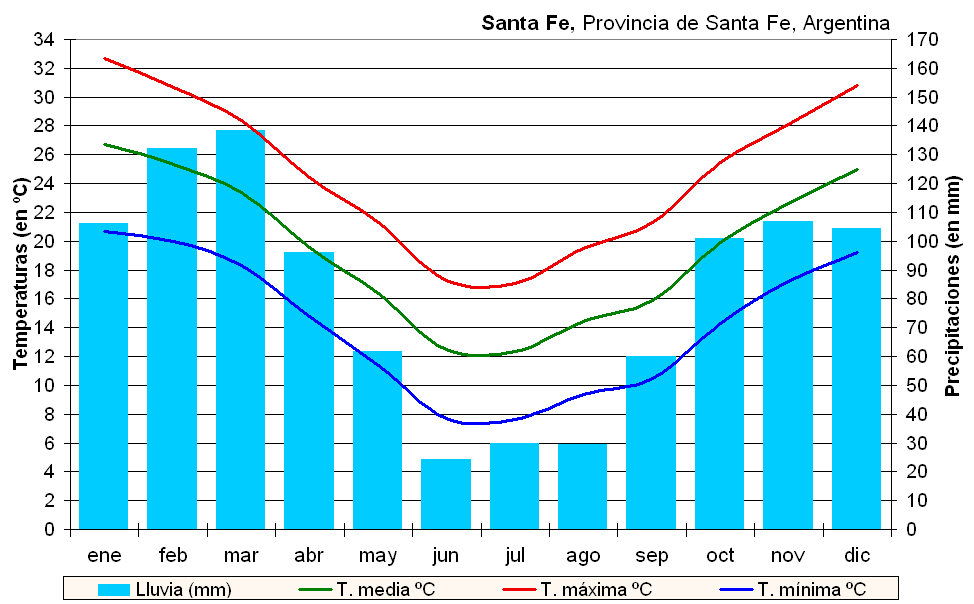
Climograma de Santa Fe.

Definido como subtropical húmedo, correspondiente a Bosque Húmedo Templado Cálido-Subtropical para el Sistema de Zonas de Vida de Leslie Holdridge; se destaca por la existencia de cuatro estaciones bien delimitadas, por la intensificación de la isla de calor urbana. Solo se puede determinar una estación calurosa que va desde octubre a abril . La oscilación diaria como la amplitud de la temperatura aumenta de este a oeste, al mismo tiempo que disminuyen la humedad relativa y las precipitaciones.
En verano a la zona llegan masas de aire tropical cálida y húmeda con vientos del norte que traen altas temperaturas, mientras que en invierno masas de aire polar producen enfriamientos y ocasionales heladas.
La temperatura media en invierno es de 12 °C, con una humedad de 65%; en verano es de 26 °C y 55% de humedad media.
La ciudad también se ve altamente influenciada por su cercanía a los ríos Paraná y Salado, los cuales influyen no solo en el clima, sino que suelen provocar inundaciones recurrentes a la región. Por ejemplo,
En abril de 2003, el río Salado provocó 150 000 evacuados al inundar la tercera parte de la ciudad. (Véase Inundación en Santa Fe de 2003). En marzo de 2007 ―durante el actual «ciclo húmedo» (entre 1973 y 2020 aproximadamente)―, la gran altura de ambos ríos influyó en la inundación de parte de la ciudad, con miles de evacuados. Semejante inundación solo tenía el precedente del 14 de junio de 1905 (durante el «ciclo húmedo» entre 1870 y 1920), pero en aquel momento el que se desbordó fue el río Paraná.
| Parámetros climáticos promedio de Santa Fe, SF (1961–1990)                                                              | Parámetros climáticos promedio de Santa Fe, SF (1961–1990) | Parámetros climáticos promedio de Santa Fe, SF (1961–1990) | Parámetros climáticos promedio de Santa Fe, SF (1961–1990) | Parámetros climáticos promedio de Santa Fe, SF (1961–1990) | Parámetros climáticos promedio de Santa Fe, SF (1961–1990) | Parámetros climáticos promedio de Santa Fe, SF (1961–1990) | Parámetros climáticos promedio de Santa Fe, SF (1961–1990) | Parámetros climáticos promedio de Santa Fe, SF (1961–1990) | Parámetros climáticos promedio de Santa Fe, SF (1961–1990) | Parámetros climáticos promedio de Santa Fe, SF (1961–1990) | Parámetros climáticos promedio de Santa Fe, SF (1961–1990) | Parámetros climáticos promedio de Santa Fe, SF (1961–1990) | Parámetros climáticos promedio de Santa Fe, SF (1961–1990) |
| Mes | Ene.                                                       | Feb.                                                       | Mar.                                                       | Abr.                                                       | May.                                                       | Jun.                                                       | Jul.                                                       | Ago.                                                       | Sep.                                                       | Oct.                                                       | Nov.                                                       | Dic.                                                       | Anual                                                      |
| --- | ---------------------------------------------------------- | ---------------------------------------------------------- | ---------------------------------------------------------- | ---------------------------------------------------------- | ---------------------------------------------------------- | ---------------------------------------------------------- | ---------------------------------------------------------- | ---------------------------------------------------------- | ---------------------------------------------------------- | ---------------------------------------------------------- | ---------------------------------------------------------- | ---------------------------------------------------------- | ---------------------------------------------------------- |
| Temp. máx. abs. (°C) | 45.6                                                       | 40.9                                                       | 38.6                                                       | 35.1                                                       | 34.3                                                       | 29.9                                                       | 32.4                                                       | 38.6                                                       | 39.9                                                       | 41.0                                                       | 40.1                                                       | 41.5                                                       | 45.6                                                       |
| Temp. máx. media (°C)                                                                                                   | 32.1                                                       | 30.7                                                       | 28.1                                                       | 24.5                                                       | 21.6                                                       | 17.8                                                       | 17.8                                                       | 19.6                                                       | 21.8                                                       | 25.0                                                       | 27.9                                                       | 30.6                                                       | 24.8                                                       |
| Temp. media (°C) | 25.4                                                       | 24.3                                                       | 22.1                                                       | 18.4                                                       | 15.6                                                       | 11.9                                                       | 11.8                                                       | 13.1                                                       | 15.2                                                       | 18.6                                                       | 21.5                                                       | 24.1                                                       | 18.5                                                       |
| Temp. mín. media (°C)                                                                                                   | 19.5                                                       | 18.9                                                       | 17.3                                                       | 13.8                                                       | 10.7                                                       | 7.3                                                        | 7.3                                                        | 7.9                                                        | 9.8                                                        | 13.2                                                       | 15.9                                                       | 18.2                                                       | 13.3                                                       |
| Temp. mín. abs. (°C) | 9.3                                                        | 8.2                                                        | 4.1                                                        | 0.2                                                        | -5.0                                                       | -6.0                                                       | -8.2                                                       | -5.0                                                       | -2.5                                                       | 0.2                                                        | 4.9                                                        | 5.6                                                        | -8.2                                                       |
| Precipitación total (mm)                                                                                                | 114                                                        | 113                                                        | 151                                                        | 90                                                         | 45                                                         | 28                                                         | 28                                                         | 35                                                         | 59                                                         | 99                                                         | 108                                                        | 101                                                        | 977                                                        |
| Días de precipitaciones (≥ 0.1 mm)                                                                                      | 8                                                          | 7                                                          | 9                                                          | 7                                                          | 5                                                          | 4                                                          | 5                                                          | 5                                                          | 6                                                          | 8                                                          | 8                                                          | 8                                                          | 80                                                         |
| Horas de sol | 269.7                                                      | 240.1                                                      | 210.8                                                      | 180.0                                                      | 167.4                                                      | 135.0                                                      | 148.8                                                      | 179.8                                                      | 171.0                                                      | 217.0                                                      | 240.0                                                      | 241.8                                                      | 2401.4                                                     |
| Humedad relativa (%) | 74                                                         | 79                                                         | 82                                                         | 85                                                         | 85                                                         | 86                                                         | 85                                                         | 82                                                         | 79                                                         | 77                                                         | 77                                                         | 75                                                         | 81                                                         |
| Fuente n.º 1: NOAA, Oficina de Riesgo Agropecuario (extremas 1970–2014)                                                 |                                                            |                                                            |                                                            |                                                            |                                                            |                                                            |                                                            |                                                            |                                                            |                                                            |                                                            |                                                            |                                                            |
| Fuente n.º 2: Servicio Meteorológico Nacional (días de Precipitación 1961–1990, humedad 1981–1990), UNLP (horas de sol) |                                                            |                                                            |                                                            |                                                            |                                                            |                                                            |                                                            |                                                            |                                                            |                                                            |                                                            |                                                            |                                                            |

Humedad relativa promedio anual: 80,5%

## Diversidad de Ecosistemas: Santa Fe, una ciudad de varias Ecorregiones
La Planificación y gestión de paisajes diversos y complejos como los de Santa Fe, afectados por tan diferentes procesos, son más problemáticos, mientras que los paisajes más uniformes presentan problemas más simples. Resolver problemas relacionados con el uso de la tierra, como la erosión y restauración, depende de la comprensión de la complejidad del paisaje. Al conocer el carácter del mosaico del ecosistema dentro de un Paisaje y los procesos paisajísticos, podemos analizar y mitigar los problemas relacionados con las actividades de gestión.
El alto índice de Biodiversidad del ambiente natural en torno a Santa Fe, está dado por el Clima y el Relieve como variables independientes que actúan sobre el tipo de Suelo y la Biota como variables dependientes en esta Ecorregión. A medida que el clima cambia, los otros componentes del sistema cambian.

## Patrón climático
El Patrón climático de la Ciudad de Santa Fe, está controlado por la circulación general de la atmósfera superpuesta a un aislamiento del continente dentro de grandes extensiones oceánicas. Se produce un exceso de radiación solar en la zona que se extiende desde el ecuador hacia el sur hasta la latitud de 40/42 °, por lo tanto, incluyendo el conjunto de la Cuenca del Paraná. Desde esta línea hasta el Polo Sur, la superficie de la Tierra irradia más calor que el que recibe, lo que da lugar a grandes procesos de energía y materia (vientos, vapor de agua, etc.) hacia el sur, tendiendo a mantener el equilibrio termodinámico del globo.
La Zona de Convergencia Intertropical (ITCZ) emigra hacia el norte en julio y hacia el sur en el verano austral, llegando a la alta cuenca del Paraná en enero. América del Sur está flanqueada por Anticiclones en ambos océanos (Atlántico y Pacífico) en latitudes tropicales. El Anticiclón del Atlántico Sur, llamado Santa Elena, que circula en sentido contrario a las agujas del reloj, Influye directamente en el clima de la cuenca del Paraná, mediante el envío de masas de aire, principalmente en el verano. El Anticiclón del Pacífico Sur, marca el clima de invierno, juntos con raros vientos polares. El resultado climático en la cuenca del Paraná es el siguiente: Tropical a subtropical húmedos con un gradiente norte-sur y un gradiente de humedad en sentido este-oeste. La aparición de un anticiclón estacional en la región del Chaco de alguna manera complica este patrón. Estos picos son clasificados como Monzónicos por autores como Burgoa Mariaca.
Por otro lado, es fundamental el efecto que produce el propio megarío Paraná sobre la temperatura y la humedad, debido a la interacción física entre el flujo de materia y energía frente a la resistencia de la superficie topográfica. El punto importante a entender es que la llanura de inundación del Paraná forma su propio clima, debido a la influencia dominante del enorme volumen de agua que fluye en dirección norte-sur a través de canales, en lagos y pantanos. En particular, la gran descarga de los ríos de unos 20.000 m3/s el agua que fluye cerca de 1 m/s, produce un transporte significativo de calor desde los trópicos a la región templada. El Paraná es el único megarío con patrones de anabranching de todo el Planeta Tierra, que fluye desde los trópicos hacia latitudes mayores. De allí el interés mundial por estudiarlo. En síntesis, el clima del Paraná Medio es Húmedo subtropical con exceso hídrico durante todo el año.

## Cambios climáticos en el Cuaternario
Durante los últimos miles de años se registraron modificaciones en el Clima de esta región de Santa Fe, la que influyó en la ecología actual del Paraná Medio (tanto en características físicas como en el patrón biológico) El Cuaternario fue un período que produjo fuertes cambios climáticos. Durante el Pleistoceno, se dieron dos largos periodos húmedos seguidos de intervalos secos. Durante el Pleistoceno superior, la sección argentina del río Paraná estuvo bajo un clima árido, muy frío y ventoso, similar al Patagónico, llamado Último Máximo Glacial, con deposición generalizada de loess (sedimentos muy ricos en nutrientes y aprovechado por la agricultura actual) y desintegración de las redes fluviales en las llanuras circundantes. Ocurrió desde los 36.000 a los 8.500 A.P. En este período el Río Paraná tenía muy poco caudal y vegetación empobrecida. Desde el Holoceno inferior y medio, ocurrió un período cálido, incluyendo el Episodio Hypsithermal, entre los 8.500 y 3.500 años A.P., fue caracterizado por un clima húmedo y cálido con unos 2,5 º en promedio, mayores que los promedios actuales, un verdadero calentamiento global que produjo reactivación de las redes hidrográficas. El Paraná era más caudaloso que actualmente. Los suelos profundos desarrollados sobre los interfluvios, con horizontes B bien definidos, indican buena cobertura vegetal de tipo tropical y estabilidad del paisaje. Es decir, en donde está Santa Fe, había selvas y fauna tropical. Luego, entre 3500 A.P. y 1400 A.P. ocurrió un episodio árido que provocó erosión eólica del horizonte A de los suelos y sedimentación de un loess nuevamente.

## La Pequeña Edad del Hielo
El período colonial de América coincide con una fase climática diferente a la actual, llamada “la Pequeña Edad del Hielo”, bien descrita y mapeada en nuestra región por los jesuitas y también reflejada en actas de los cabildos. Se produjo entonces el crecimiento de los glaciares en la Cordillera y aridez en las tierras bajas. Entre otros casos sorprendentes, puede comentarse que la laguna Mar Chiquita de Córdoba no existía y el camino real de Santa Fe a Santiago del Estero la cruzaba por el medio. Actualmente, la Mar Chiquita es el segundo lago de Sudamérica en extensión, con 6.000 kilómetros cuadrados de superficie. Entre los cronistas coloniales sobresale el fraile Parras, que vivió en el Litoral entre 1740 y 1770, quien refiere que, para viajar de Santa Fe a Córdoba a caballo había que esperar “una lluvia grande”, porque no había agua hasta el río Segundo. También cuenta que el caudal del Paraná era tan pequeño que en 1752, al no ocurrir la creciente anual, se interrumpió la navegación entre Santa Fe y Corrientes (recuérdese que aquellos barcos no calaban más de un metro o poco más). Estando entonces en Corrientes y debido a una emergencia muy grave, que el buen fraile lamentablemente no publica, se vio obligado a volver a Santa Fe en “un botecillo” a pesar del peligro de los indios. Compárese con las profundidades actuales del río y se podrá tener una idea de lo seca que era en esa época toda la cuenca. Sobre la base de estudios astronómicos, existen sólidos fundamentos para suponer que este enfriamiento global fue causado por una disminución en la radiación solar, es decir en la cantidad de calor que recibe la Tierra del Sol. Este clima finalizó a principios del siglo XIX, entre los años 1800 y 1810. 

## El clima actual
Las condiciones climáticas “normales” a las que estamos acostumbrados comenzaron casualmente alrededor de la época de la Independencia. La temperatura aumentó alrededor de un grado centígrado en promedio y las lluvias crecieron considerablemente. Es el patrón regular en esta región: los cambios climáticos se expresan más en diferencias de humedad que en variaciones de temperatura (en las montañas es al revés). Este clima nos sirve como base de referencia para estudios y comparaciones.

## ¿Hacia un proceso de tropicalización de Santa Fe?
Se han registrado cambios ocurridos desde la década de 1970, a partir de la que se registraron un aumento de unos 200 mm anuales de precipitación y de 1 °C en temperatura en sectores centrales y meridionales de la cuenca. Estos cambios climáticos hacia un ambiente más húmedo y cálido que llevan a pensar en un nuevo proceso de Tropicalización del clima de Santa Fe, como ya ocurrió hace milenios durante el Hypsithermal, se notan por estos días, en que la precipitación anual en las estaciones meteorológicas de la ciudad, muestran un aumento en sus registros. Por ejemplo, el promedio de precipitaciones acumuladas entre las  estaciones General Paz de Barrio Sargento Cabral, la de Bº Constituyentes y la de Bº Candioti Norte, todas incorporadas a la Red Mundial de Estaciones Meteorológicas Automáticas (AWEKAS), el registro marca más de 1400 mm de precipitación acumulada para este año 2016. Ocurrencia que se está repitiendo en los últimos años.

## El distrito costero de Santa Fe, en pleno Valle aluvial del Paraná Medio.
La gran extensión de la ciudad de Santa Fe, la ubica entre dos claras Ecorregiones. Desde la Laguna Setubal hacia el oeste, puede describirse el Espinal húmedo y desde esta laguna hacia el este, hasta la confluencia con el Río Paraná, se define la Ecorregión Deltas e Islas del Paraná.  Es por esto que este distrito de la Costa santafesina, posee un microclima influenciado por el propio Paraná, del que irradia suficiente calor y energía importada desde regiones tropicales, como para que el promedio en temperatura de este territorio de la ciudad, sea superior en más de 2 °C que el que correspondería para esta latitud. 

## Geomorfología del Distrito Costero de Santa Fe
La llanura aluvial está conformada por un complejo heterogéneo de formas que evolucionaron conforme el Río lo modelaba. Hay dos grupos principales de unidades geomorfológicas en el distrito aluvial; Uno de ellos directamente unido al canal principal del Paraná y el otro formado e influenciado por los afluentes y canales secundarios. Aquellos que dependen directamente del canal principal son el canal en sí, la llanura de barras, la llanura de drenaje impedido y la llanura de meandros de la rama del Río Colastiné. El segundo grupo, es de las unidades influenciadas por los más importantes afluentes que forman deltas, como en las confluencias del Arroyo Leyes en la laguna Setubal o el río Salado al desembocar en el Coronda, cuyo delta, se formó en épocas más secas que los actuales, con un río mucho menos caudaloso. Es así que dentro de la unidad deltaica de causes secundarios, se ubican los barrios Alto Verde, El Pozo, Bajada Distefano, La Guardia; en cambio sobre la llanura de Meandros, está Colastine Norte y Colastiné Sur. Hacia las costas del Paraná, se ubica la llanura de barras con sus sedimento arenoso característico.

## Laguna Setubal, la que alguna vez fue el Río Paraná
El gran río y toda su llanura aluvial han cambiado de posición muchas veces en el pasado geológico. Mediante la aplicación de varias técnicas geomorfológicas y estratigráficas se ha podido determinar la última ubicación anterior a la actual: El Paraná pasaba a lo largo de la laguna del Iberá, seguía a lo largo del actual río Corriente (o Corrientes), cruzaba a Santa Fe a la altura de Alejandra y corría por la depresión de los Saladillos hasta la laguna de Setubal. Allí entraba en la llanura aluvial actual. Su edad puede estimarse aproximadamente; mejor dicho, se sabe que es menor a 8.500 años, porque la depresión de los Saladillos no está cubierta por loess, que dejó de depositarse alrededor de 8.500 años antes del Presente (ergo, el cambio ocurrió después de ello).

## Santa Fe, la más Resiliente de la Argentina y entre las más preparadas del Mundo
En mayo de 2011, Santa Fe fue galardonada con el Premio internacional Sasakawa, otorgado por la Organización de las Naciones Unidas, por los “avances logrados en materia de comunicación efectiva de riesgos a los ciudadanos”, dentro del marco de la Gestión de Riesgos, en miras a la vulnerabilidad de Santa Fe ante las altas probabilidades de padecer inundaciones de nivel catastróficas. El Premio Sasakawa de las Naciones Unidas para la Reducción de los Desastres Archivado el 20 de noviembre de 2016 en Wayback Machine. es uno de los tres prestigiosos premios establecidos en 1986 por el presidente de la Fundación Nippon, el Sr. Ryoichi Sasakawa. Es de un valor aproximado de 50.000 dólares estadounidenses y se comparte entre los laureados. Los nominados también reciben Certificados de Distinción y Mérito.

## Mercociudades: el desafío de una visión estratégica
Santa Fe, a partir de la semana próxima y a lo largo de un año, presidirá la organización internacional Mercociudades. El importante reconocimiento será declarado en la Cumbre internacional a desarrollarse en Santa Fe desde 23 al 25 de noviembre de 2016, Bajo el lema “Construyendo sociedades resilientes en el marco de la integración regional”.